# 프란시스코 시오닐 호세

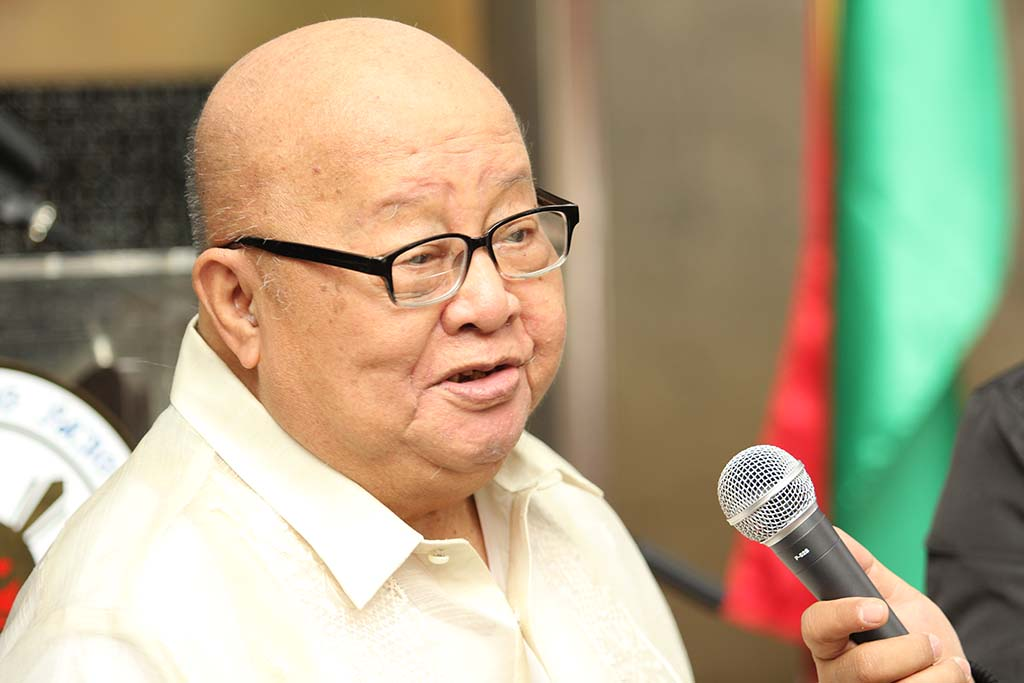

프란시스코 시오닐 호세(타갈로그어: Francisco Sionil José, 1924년 12월 3일~2022년 1월 6일)은 영어로 작품활동을 하는 필리핀의 소설 작가이다. 그는 많은 장편과 단편을 통해 필리핀 사회에서의 계급간 갈등과 식민주의 문제를 묘사하여 영어권에서 가장 널리 읽히는 필리핀 작가 중 한 사람이 되었다. 대표작으로는 전환기 필리핀을 배경으로 고급 매춘부의 생애를 그려낸 에르미따와, 5권의 분량으로 3세기에 걸친 필리핀의 역사를 그려낸 로살레스 사가(각 권마다 제목이 다르다)가 있다. 현재 그의 작품은 한국어를 포함하는 22개국 언어로 번역되어 있다.

## 같이 보기
- 에르미따